# Randall Bal
Randall Bal (* 14. November 1980 in Fair Oaks, Kalifornien) ist ein US-amerikanischer Schwimmer.

## Werdegang
Randall Bal gewann bei den Weltmeisterschaften 2001 im japanischen Fukuoka Gold über 50 m Rücken in 25,34 Sekunden vor dem Deutschen Thomas Rupprath. Ebenfalls gewann er Silber über 100 m bei den Weltmeisterschaften 2005 im kanadischen Montreal. Bei den Kurzbahnweltmeisterschaften 2006 in Shanghai holte er zwei bronzene sowie eine silberne Medaille.
Beim FINA Weltcup 2007 errang er 21 von 21 zu erzielenden Goldmedaillen, brach in Berlin zwei Cuprekorde und holte sich die Siegprämie von $100,000 als bester männlicher Teilnehmer. Bei den Olympiatrials der USA für die Olympischen Sommerspiele 2008 in Peking konnte sich Bal auf der 100-Meter-Rückenstrecke gegen die starke Konkurrenz nicht durchsetzen, obwohl er bei der Wende noch unter der damaligen Weltrekordzeit von Aaron Peirsol schwamm.
Im Herbst 2008 stellte Bal sowohl auf der Lang- als auch auf der Kurzbahn neue Weltrekorde über die 50-Meter-Rückendistanz auf.